# 안동 노씨
안동 노씨(安東 盧氏)는 경상북도 안동시를 관향으로 하는 한국의 성씨이다.

## 역사
안동 노씨(安東 盧氏)는 도시조(都始祖) 노수(盧穗)의 다섯째 아들 노만(盧鏋)이 고려조(高麗朝)에 출사하여 안동백(安東伯)에 봉해졌고, 후손(後孫) 우(祐)는 고려 때 이부상서(吏部尙書)를 거쳐 평장사(平章事)를 역임한 후 안동(安東)에 세거(世居) 하였으므로 후손들이 우(祐)를 일세조(一世祖)로 하고 관향(貫鄕)을 안동(安東)으로 삼아 세계(世系)를 계승하여 왔다. 안동노씨는 일세조 우(祐)의 손자(孫子) 영길(永吉)이 고려에서 판도판서(版圖判書)를 지내고 나라에 공(功)을 세워 안동부원군(安東府院君)에 봉해졌다. 그의 아들 숭(崇)은 한림학사(翰林學士)를 역임하고 슬하에 아들 4형제를 두었는데 맏아들 원성(元成)은 도원수(都元帥)를, 세째 원신(元信)은 감무(監務)를, 막내 원명(元明)은 사재감정(司宰監正)과 전서(典書)를 역임하여 가문(家門)을 크게 중흥시켰다. 한편 원명(元明)의 맏아들 담(淡)이 조선조(朝鮮朝)에서 의금부(義禁府)의 으뜸벼슬인 판의금부사(判義禁府事)를 역임했고 그의 아들 윤적(允迪)은 판서(判書)를, 손자 경(冏)과 수(秀)는 참판(參判)을 역임하여 가문을 일으켰다.
원명(元明)의 둘째 아들 징(澄)은 판사평부사(判司平府事)를, 세째 아들 결(潔)은 도사(都事), 막내 담(湛)은 대언(代言)을 각각 지냈다. 그 외 담(湛)의 아들 윤정(允正)이 형조참의(刑曹參議)를 역임하고 손자 인석(仁錫)은 현감(縣監)을 지냈으며, 첨지중추부사(僉知中樞府事) 윤필(允弼)의 아들 우현(祐賢)은 현감(縣監)을 역임하여 이조 참판(吏曹參判) 몽재(夢宰), 목사(牧使) 세영(世英), 한림학사(翰林學士) 덕린(德麟), 보호군(副護軍) 승주(承柱)와 함께 안동 노씨의 가통(家統)을 지켰다.

## 분파
노윤적(盧允迪)은 안동 노씨 시조 노만(盧만)의 7세손이고, 15세기 전반에 안동에서 처가가 있는 임피로 입거하였다. 이후 그의 후손들이 서수면 일대에 집성촌을 이루며 세거하였는데, 이들은 노윤적이 이조 판서를 지냈다 하여, 자신들을 이조판서공파라고 부르고 있다.
노영길의 증손자 수천을 파조로 보는 부사공파, 증손자 의천을 파조로 보는 군수공파, 원명의 장남 달의 후손인 몽재의 아들 의신을 파조로 보는 갈운파, 몽재의 아들 경신을 파조로 보는 산동파, 원명의 차남 징의 아들인 중례가 파조인 용동파, 징의 아들인 중리가 파조인 김제파, 원명의 삼남인 결의 아들 윤필을 파조로 보는 촌직장파, 원명의 사남인 담의 아들인 윤정이 파조인 판서공파(후에 우벽을 파조로 보는 황각공파 분리), 담의 아들인 윤신이 파조인 참판공파 등이 있다.

## 본관
안동(安東)은 경상북도(慶尙北道) 북동부에 위치한 지명(地名)으로 고대(古代)의 창녕국(昌寧國)이었고, 신라시대(新羅時代)에 고타야군(古陀耶郡)․고창군(古昌郡)으로 불리다가 고려(高麗) 태조(太祖)가 후백제(後百濟) 견 훤(甄 萱)과 싸워 전공을 세우자 안동부(安東府)로 승격되었다. 그 후 영가군(永嘉郡) 또는 복주(福州)로 개칭되었다가 1361년(공민왕 10) 안동대도호부(安東大都護府)로 승격되었고, 여러 변천을 거쳐 1914년 안동․ 예안(禮安)을 통합하여 안동군이라 하였다.

## 항렬
문헌에 따라 다름
(안동파의 항렬은 21世부터 시작하며 光(광)부터 시작)
| 세   | 항렬자                      |
| ---- | --------------------------- |
| 23世 | 鎭(진) 錫(석) 鐘(종) 鉉(현) |
| 24世 | 湜(식) 河(하) 澤(택) 永(영) |
| 25世 | 東(동) 相(상) 桓(환) 秉(병) |
| 26世 | 熙(희) 烈(렬) 煥(환) 秉(병) |
| 27世 | 在(재) 奎(규) 培(배) 基(기) |
| 28世 | 鎬(호) 銀(은) 鉉(현) 錫(석) |
| 29世 | 洪(홍) 浩(호) 永(영) 淳(순) |
| 30世 | 根(근) 栢(백) 植(식) 杬(원) |

世와 代는 다름. 世에서 1을 빼면 代가 됨(24世孫은 23代孫)

## 인물
노영길(永吉)이 고려에서 판도판서(版圖判書)를 지내고 나라에 공(功)을 세워 안동부원군(安東府院君)에 봉해졌다.
그의 아들 숭(崇)은 한림학사(翰林學士)를 역임하고 슬하에 아들 4형제를 두었는데 맏아들 원성(元成)은 도원수(都元帥)를, 세째 원신(元信)은 감무(監務)를, 막내 원명(元明)은 사재감정(司宰監正)과 전서(典書)를 역임.
한편 원명(元明)의 맏아들 담(淡)이 조선조(朝鮮朝)에서 의금부(義禁府)의 으뜸벼슬인 판의금부사(判義禁府事)를 역임했고 그의 아들 윤적(允迪)은 판서(判書)를, 손자 경(冏)과 수(秀)는 참판(參判)을 역임.
원명(元明)의 둘째 아들 징(澄)은 판사평부사(判司平府事)를, 세째 아들 결(潔)은 도사(都事), 막내 담(湛)은 대언(代言)을 각각 지냈다. 그 외 담(湛)의 아들 윤정(允正)이 형조참의(刑曹參議)를 역임하고 손자 인석(仁錫)은 현감(縣監)을 지냈으며, 첨지중추부사(僉知中樞府事) 윤필(允弼)의 아들 우현(祐賢)은 현감(縣監)을 역임하여 이조 참판(吏曹參判) 몽재(夢宰), 목사(牧使) 세영(世英), 한림학사(翰林學士) 덕린(德麟), 보호군(副護軍) 승주(承柱)가 있고
노진종(進宗) 1516년
노후익(後益) 1631년
노두망(斗望)은 1655년 생원진사시에 합격함
노환(?~1994)은 일제강점시 독립운동가로 1994년 대전국립현충원 애국지사 2묘역에 안장됨. 대한민국 애국장 수여.

## 인구
2000년 조사 결과 983가구 3144명이 존재한다.

## 참고 자료
- “노씨(盧氏) 본관(本貫) 안동(安東)입니다.”. 《한국족보출판사》. 2022년 9월 15일에 원본 문서에서 보존된 문서.